# ماركو كروغر
ماركو كروغر (بالإنجليزية: Marco Kruger)‏ هو لاعب اتحاد الرغبي جنوب أفريقي، ولد في 20 أغسطس 1992 في نيلسبرويت في جنوب أفريقيا.